# Южный Тироль
Южный Тироль, Больца́но (итал. Provincia di Bolzano, нем. Provinz Bozen — Südtirol, ладинск. Provinzia de Bulsan — Südtirol) ― провинция в Доломитовых Альпах Италии.
Благодаря распространению (помимо итальянского) также немецкого и ладинского языков, провинция имеет специальный статус с официальным названием Автоно́мная прови́нция Больца́но-Альто-Адидже или Автоно́мная прови́нция Боцен — Южный Тироль (итал. Provincia autonoma di Bolzano — Alto Adige, нем. Autonome Provinz Bozen — Südtirol, ладинск. Provinzia Autonoma de Bulsan — Südtirol).
Часть области Трентино-Альто-Адидже, которая также является автономной. В составе Европейского союза провинция является частью еврорегиона Тироль — Южный Тироль — Трентино, границы которого практически полностью совпадают с границами исторического региона Тироль. Площадь провинции — 7400 км², население — более 500 000 жителей. Административный центр — город Больцано.
Большинство жителей используют австро-баварский диалект немецкого языка (южнотирольский вариант немецкого языка), около четверти говорят на итальянском, небольшая часть населения — на ладинском.

## География
Южный Тироль находится на самом севере Италии. Провинция граничит с Австрией (земли Тироль и Зальцбург) на севере и востоке и со Швейцарией (кантон Граубюнден) на западе. Итальянские провинции Беллуно, Тренто и Сондрио находятся соответственно к юго-востоку, югу и юго-западу от Южного Тироля. Через перевал Бреннер проходят Бреннерская железная дорога и одноимённая скоростная трасса, соединяющие Италию с Австрией.

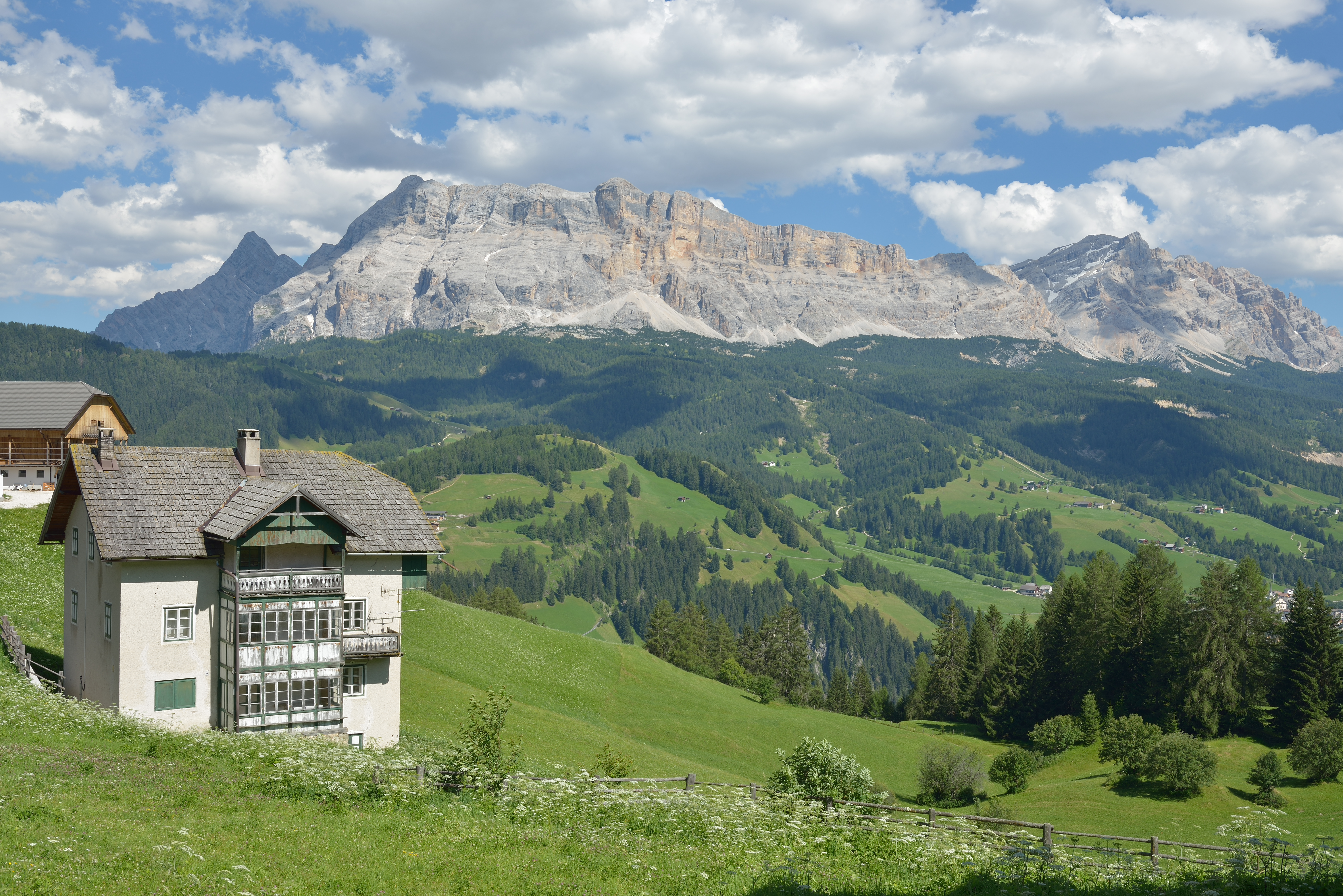
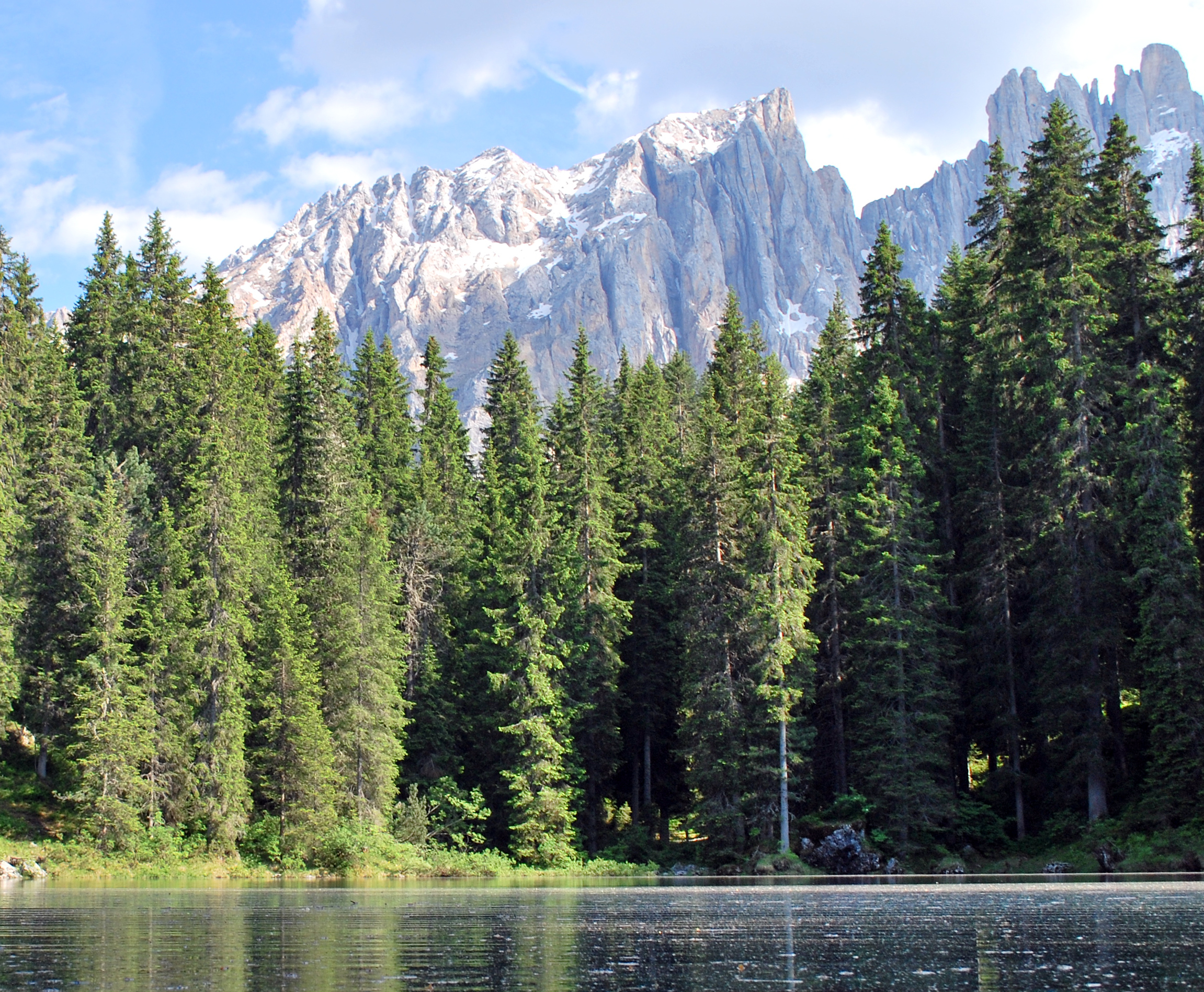
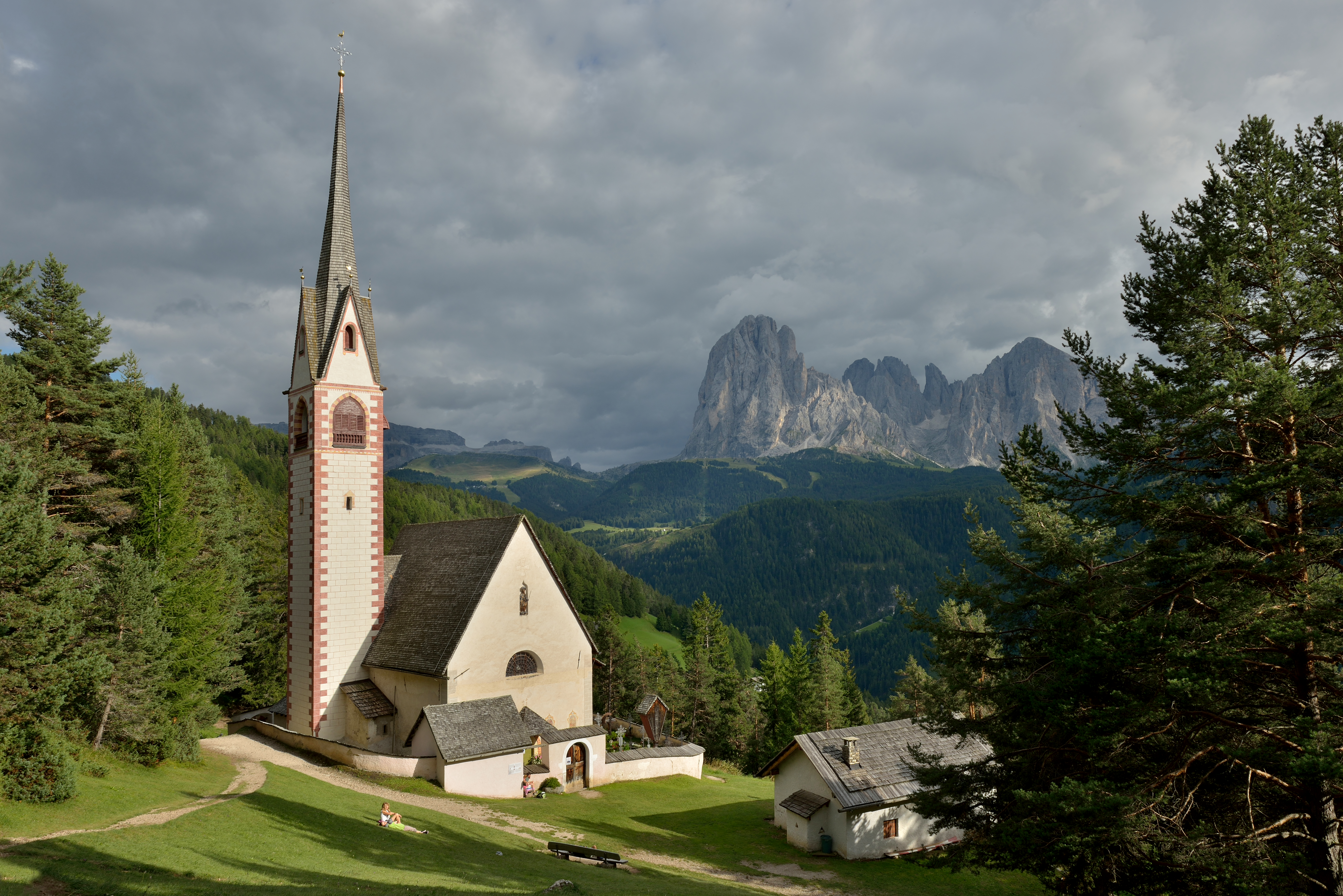

## Самоуправление
Представительный орган — Южнотирольский ландтаг (нем. Südtiroler Landtag, итал. Consiglio della Provincia autonoma di Bolzano, ладинск. Cunsëi dla Provinzia autonoma de Bulsan), исполнительный орган — Южнотирольское земельное правительство (нем. Südtiroler Landesregierung, итал. Giunta provinciale), состоящее из губернатора (нем. Landeshauptmann, итал. Presidente della Provincia autonoma di Bolzano), двух заместителей губернатора (нем. Landeshauptmannstellvertreter, итал. Vicepresidente della Provincia autonoma di Bolzano) и земельных советников (нем. Landesrat, итал. Consiglieri regionali). Суд первой инстанции — земельный суд Больцано (нем. Landesgericht Bozen, итал. Tribunale di Bolzano), низшее звено судебной системы — мировые суды (нем. Friedensgerichte, итал. Giudice di pace).
Политические партии:
- «Зелёные» (итал. Verdi, нем. Grüne, ладинск. Vërc) — экологическая
- Южнотирольская народная партия (нем. Südtiroler Volkspartei) — консервативная
- «Свободные» (нем. Die Freiheitlichen) — националистическая
- «Южнотирольская свобода» (нем. Süd-Tiroler Freiheit) — немецкая национал-партикуляристская
- «Команда Кёлленшпергера» (англ. Team Köllensperger) — либеральная

## Административное деление
Провинция включает 116 общин или коммун (нем. Gemeinde, итал. Comuni). Они объединены в 8 общинных округов или коммунальных участков (нем. Bezirksgemeinschaft, итал. Comunità comprensoriale), один из которых — город Больцано.
Представительный орган округа — окружной совет (нем. Bezirksrat, итал. Consiglio comprensoriale), состоящий из окружных советников (нем. Bezirksrat, итал. Consiglere comprensoriale), избирается населением, исполнительный орган округа — окружной комитет (нем. Bezirksausschuss, итал. Giunta comprensoriale), состоящий из окружного председателя (нем. Bezirkspräsident, итал. Presidente comprensoriale), окружных вице-президентов (нем. Bezirksvizepräsident, итал. Vicepresidente comprensoriale) и окружных референтов (нем. Bezirksreferent, итал. Assessore comprensoriale), избирается окружным советом.
Представительный орган города — общинный совет (нем. Gemeinderat, итал. Consiglio communale), состоящий из общинных советников (нем. Gemeinderat, итал. Consigliere communale), избирается населением, исполнительный орган города — городской совет (нем. Stadtrat, итал. Giunta communale), состоящий из мэра (нем. Bürgermeister, итал. Sindaco), вице-мэра (нем. Vizebürgermeister, итал. Vicesindaco) и городских советников (нем. Stadtrat, итал. Assessore communale), избирается общинным советом.
Представительный орган общины — общинный совет (нем. Gemeinderat, итал. Consiglio communale), состоящий из общинных советников (нем. Gemeinderat, итал. Consiglere communale), избирается населением, исполнительный орган общины — общинный комитет (нем. Gemeindeausschuss, итал. Giunta communale), состоящий из мэра (нем. Bürgermeister, итал. Sindaco), вице-мэра (нем. Vizebürgermeister, итал. Vicesindaco) и общинных референтов (нем. Gemeindereferent, итал. Assessore communale), избирается общинным советом.

### Общины (коммуны)
- Авеленго
- Альдино
- Андриано
- Антериво
- Аппьяно-сулла-Страда-дель-Вино
- Бадия
- Барбьяно
- Больцано
- Брайес
- Бреннеро
- Брессаноне
- Бронцоло
- Брунико
- Вадена
- Валле-Аурина
- Валле-ди-Казиес
- Валь-ди-Вицце
- Вальдаора
- Вандойес
- Варна
- Вельтурно
- Верано
- Виллабасса
- Вилландро
- Випитено
- Гайс
- Гаргаццоне
- Глоренца
- Доббиако
- Злудерно
- Кайнес
- Кальдаро-сулла-Страда-дель-Вино
- Кампо-ди-Тренс
- Кампо-Турес
- Кастельбелло-Чардес
- Кастельротто
- Корвара-ин-Бадия
- Корнедо-аль-Изарко
- Кортачча-сулла-Страда-дель-Вино
- Кортина-сулла-Страда-дель-Вино
- Курон-Веноста
- Кьенес
- Кьюза
- Ла-Валле
- Лайвес
- Лайон
- Лана
- Лаза
- Лауреньо
- Лагундо
- Лачес
- Лузон
- Магре-сулла-Страда-дель-Вино
- Маллес-Веноста
- Мареббе
- Марленго
- Мартелло
- Мельтина
- Мерано
- Монгуэльфо-Тезидо
- Монтанья
- Мозо-ин-Пассирия
- Наллес
- Натурно
- Нац-Шавес
- Нова-Леванте
- Нова-Поненте
- Ора
- Ортизеи
- Парчинес
- Перка
- Плаус
- Понте-Гардена
- Посталь
- Прато-алло-Стельвио
- Предои
- Провес
- Разун-Антерсельва
- Рачинес
- Ренон
- Рио-ди-Пустерия
- Рифьяно
- Роденго
- Салорно
- Сан-Дженезио-Атезино
- Сан-Кандидо
- Сан-Леонардо-ин-Пассирия
- Сан-Мартино-ин-Бадия
- Сан-Панкрацио
- Сан-Лоренцо-ди-Себато
- Сан-Мартино-ин-Пассирия
- Санта-Кристина-Вальгардена
- Сарентино
- Сельва-деи-Молини
- Сельва-ди-Валь-Гардена
- Сенале-Сан-Феличе
- Сеналес
- Сесто
- Силандро
- Стельвио
- Тезимо
- Теренто
- Терлано
- Термено-сулла-Страда-дель-Вино
- Тирес
- Тироло
- Тродена-нель-парко-натурале
- Тубре
- Ультимо
- Фальцес
- Фие-алло-Шилиар
- Фортецца
- Фунес
- Чермес
- Шена
- Энья

## Население и языки

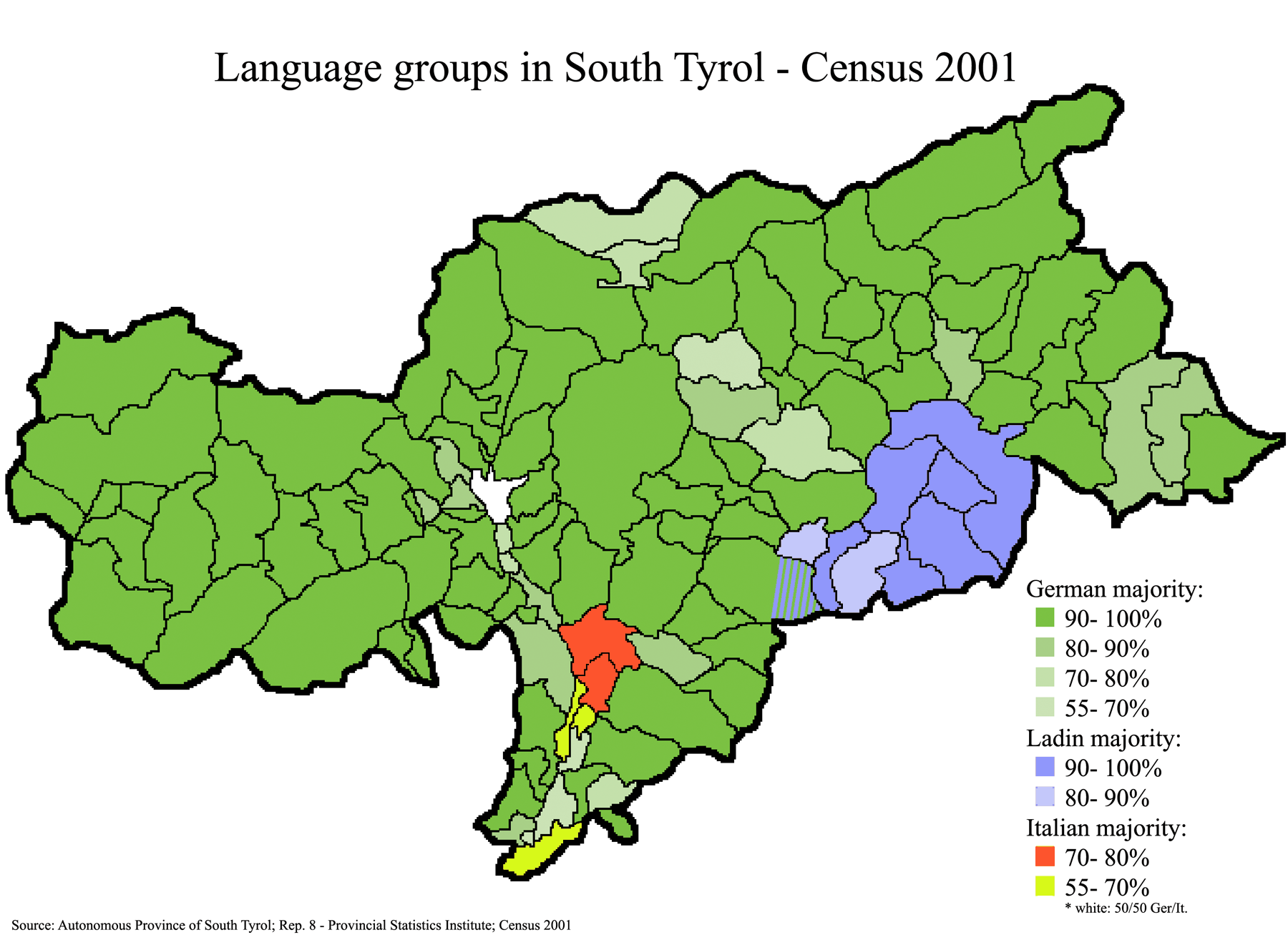
Языки Южного Тироля

Несмотря на ранее проводившуюся политику итальянизации, до сих пор в Южном Тироле больше двух третей населения говорит на немецком языке. Официальными языками провинции являются итальянский и немецкий. Ладинский язык также имеет официальный статус в нескольких коммунах на юго-востоке провинции. По переписи 2001, из 116 коммун:
- в 5 самый распространённый родной язык — итальянский;
- в 103 — немецкий,
- в 8 — ладинский.

Во время Второй мировой войны, а также позднее немецкое население провинции, недовольное положением меньшинства в Италии, проявляло сепаратистские настроения. В 1960-е гг. протесты германской общины вылились в акцию под названием Огненная ночь.
Родные языки по переписи 2011:
| Родной язык | Числ.   | Доля, % |
| ----------- | ------- | ------- |
| Немецкий    | 354 582 | 69,41   |
| Итальянский | 133 127 | 26,06   |
| Ладинский   | 23 141  | 4,53    |
| Всего       | 510 851 | 100     |

## История
В Средние века практически вся территория современной провинции Больцано оказалась во власти епископов Трента и епископов Бриксена. Постепенно, с ростом влияния Тирольского графства, епископы Тренто и Бриксена утратили свою неограниченную власть в регионе, однако ещё много веков оставались правителями феодальных государств в составе Священной Римской империи. 

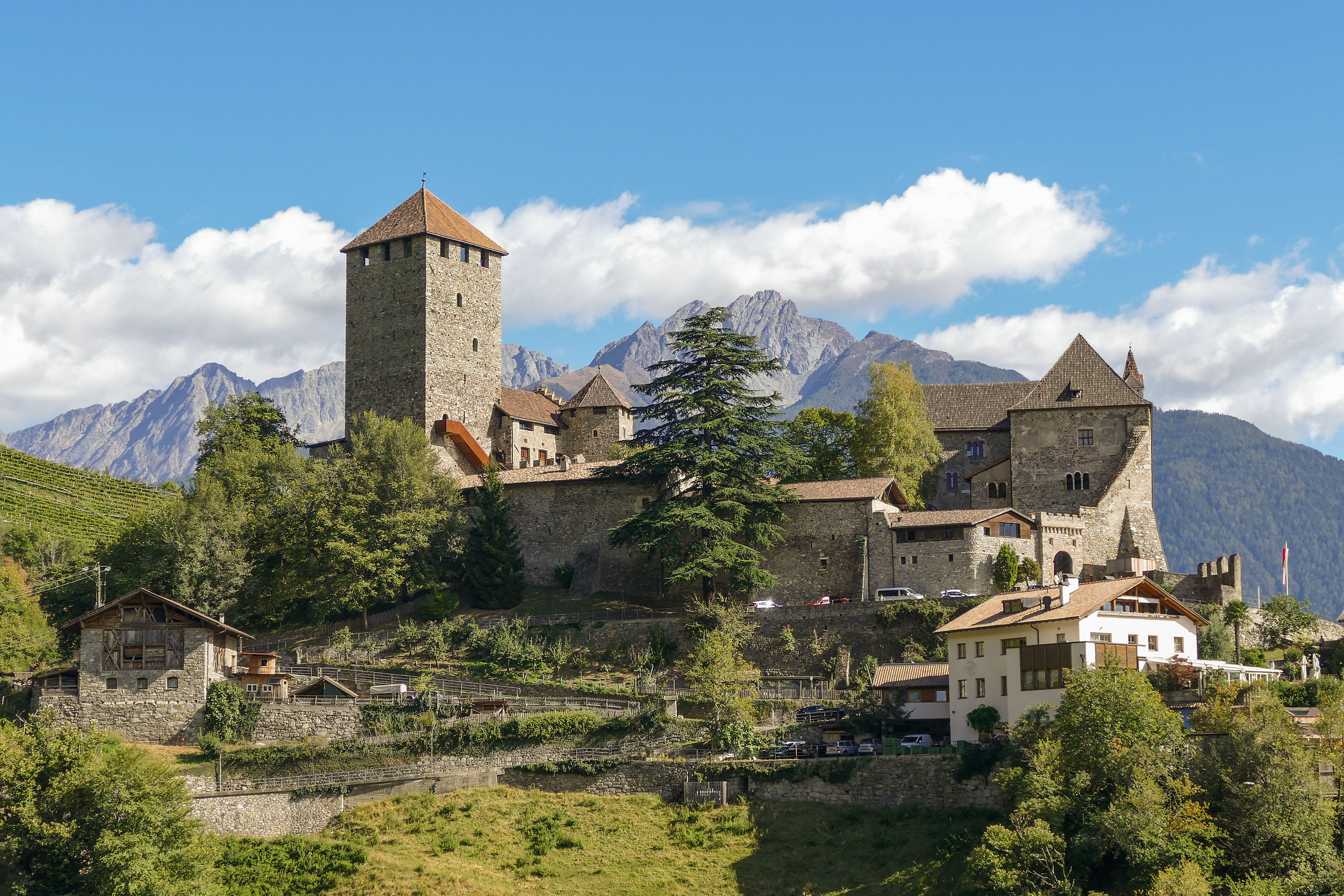
Замок Тироль, давший название региону

В середине XIV века власть над Тирольским графством перешла к Габсбургам. Трент оставался во власти епископства, зависимого от Габсбургов.
В 1803 году Трент, Бриксен и все земли, на которые ранее распространялась светская власть их епископов, отошли к Австрии и были включены в состав Тироля.

В 1810 году по решению Наполеона южная часть Тироля перешла под контроль наполеоновского королевства Италия, но в 1815 году она была возвращена Австрии. 

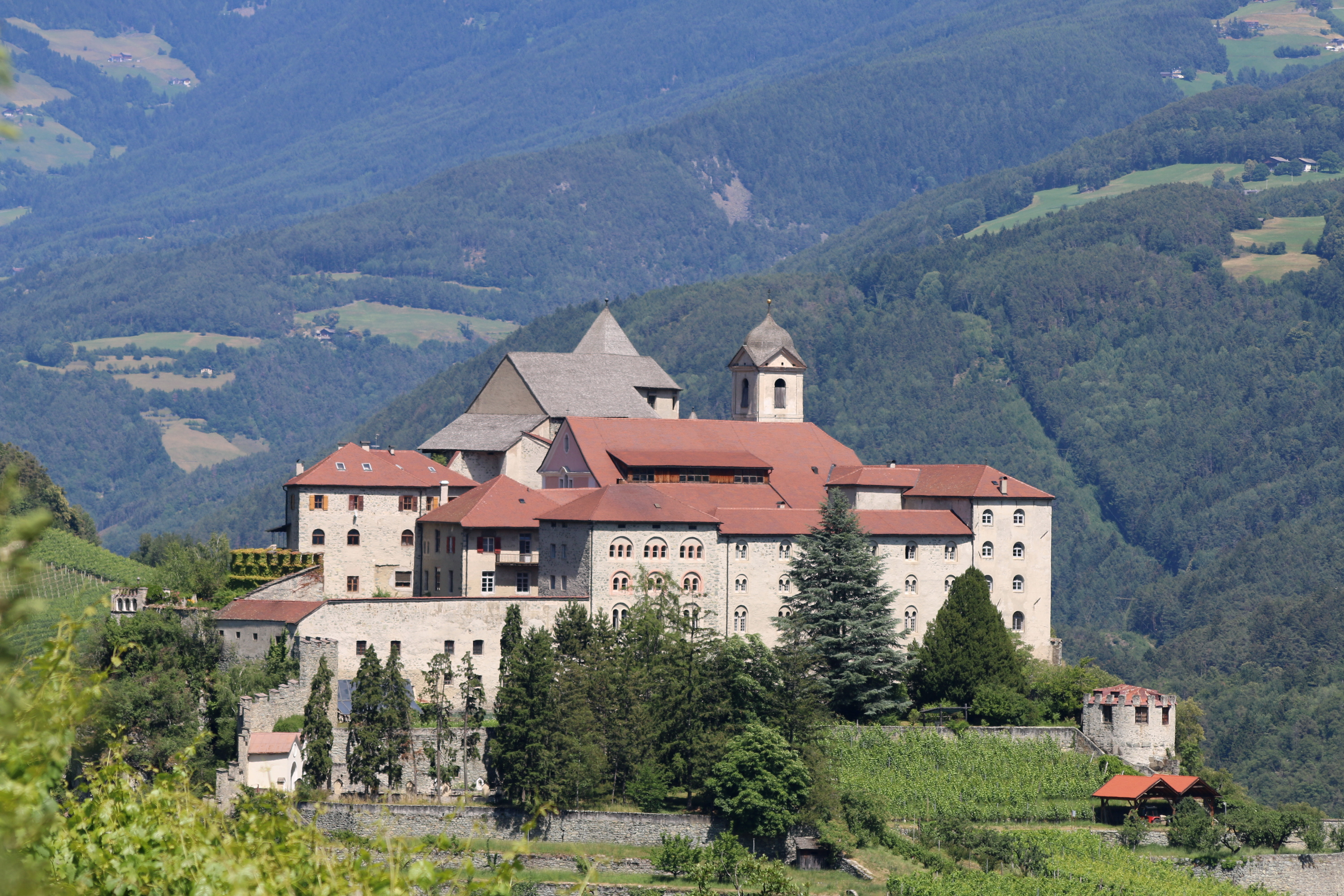
Себенское аббатство возле Бриксена

В 1919 году, после Первой мировой войны, Южный Тироль по Сен-Жерменскому мирному договору был присоединён к Италии. В итальянском Тироле на тот момент 86 % местных жителей говорили на немецком языке.
24 апреля 1921 года итальянскими фашистами было совершено нападение на праздничный парад в столице провинции. Далее, в ходе антигерманской кампании, были переименованы на итальянский лад все населённые пункты Южного Тироля, за исключением Ланы. В 1927 году в Италии был принят закон, согласно которому внутри страны признавались лишь итальянские дипломы.
Союз фашистской Италии и нацистской Германии поставил немецкоязычное население на грань исчезновения. Им предлагалось либо покинуть родину и переселиться в Германию, либо остаться и подвергнуться итальянизации и ассимиляции. В результате после 1938 года 78 тысяч жителей покинули регион.

1 сентября 1942 года германским генеральным комиссаром Крыма — Таврии (со штаб-квартирой в Мелитополе) стал Альфред Фрауэнфельд. Ещё до своего назначения на эту должность, летом 1942 года Фрауэнфельд выступил с меморандумом о целесообразности переселения южнотирольских немцев в Крым. 10 июля 1942 года Генрих Гиммлер написал Фрауэнфельду письмо, в котором он благодарил его за меморандум и сообщал, что он говорил об этой идее с Гитлером. По словам Гиммлера, ни Гитлер, ни он сам не имеют ничего против переселения южнотирольских немцев в Крым, хотя этот план может быть реализован только после окончания войны. На одном из совещаний Гитлер сказал: 
Я думаю, что это великолепная идея. Кроме того, я также считаю, что Крым и климатически, и географически подходит тирольцам, а по сравнению с их родиной он — действительно земля, где текут реки с молоком и мёдом. Их переселение в Крым не вызвало бы ни физических, ни психологических трудностей.
 Сам Крым, вместе с Таврией и некоторыми другими районами южной Украины, в дальнейшем по Генеральному плану «Ост» должны были составить «Готенгау», предполагавшийся к немецкой колонизации и непосредственной передаче в состав Рейха. Действительно, тирольцы были для национал-социалистов всего лишь разменной монетой, не более того. Союз нацизма с фашизмом завязывался и развивался за их спиной и через их головы.
Мирный договор 1947 года подтвердил границу Италии с Австрией по состоянию на 1919 год. Немецкоязычному меньшинству Южного Тироля гарантировалось полное равенство прав с италоязычным населением. Была создана автономная область Трентино-Альто-Адидже, в котором Южный Тироль является северной провинцией Больцано (вторая, преимущественно италоговорящая, южная провинция — Трентино). Однако Австрия продолжала заявлять, что немецкоязычное меньшинство подвергается в Италии дискриминации. Италия, в свою очередь, обвиняла Австрию в поддержке пангерманских и пронацистских сил, а также в пособничестве террористам, совершавшим свои акции в Южном Тироле на всём протяжении 1960-х годов.
После окончания Второй мировой войны был создан «Комитет освобождения Южного Тироля», отличительной особенностью действий которого было стремление избежать ранения или гибели людей. Все акции были направлены против зданий или сооружений и проводились ночью, чтобы избежать случайных человеческих жертв. В 1961 году Комитетом был произведён подрыв опор линий электропередачи, который обесточил провинцию. Кроме того, прекратилась подача электричества на промышленный север страны. Это событие вошло в историю под названием «Огненная ночь», и мировая общественность узнала о положении германоязычной общины в Италии.
В конце 1969 года Италия и Австрия достигли соглашения, по которому «регион получал права расширенной автономии, возрастало влияние тирольцев на национальную политику в провинции, немецкий язык получал соответствующий статус, признавалось немецкое название территории — Южный Тироль (Südtirol)». Однако Италия не торопилась воплощать эти положения в жизнь.
Окончательно вопрос Южного Тироля был урегулирован в 1992 году. Италия предоставила немецкоязычным жителям региона Трентино-Альто-Адидже право получать образование на немецком языке, они стали шире представлены в муниципальных органах власти и смогли напрямую обращаться в Международный суд ООН в Гааге. В том же году австрийские власти объявили ООН о прекращении противоречий с Италией по вопросу Южного Тироля.
В 2001 году регион получил статус отдельной немецкоговорящей провинции, расположенной на севере Италии. Согласно статусу области Трентино-Альто-Адидже правительство гарантирует сохранность культурных и языковых различий отдельных этнических групп. Также был образован региональный парламент, в который входят 70 выборных депутатов. Парламент обладает не только законодательной властью на региональном уровне, но также избирает президента, двух вице-президентов и министров автономии, при этом в течение срока полномочий избранного парламента пост президента региона попеременно должны занимать представители немецкой и итальянской общины.
Ныне политическими сторонниками южнотирольского сепаратизма и общетирольского ирредентизма являются входящая в Европейский свободный альянс Южнотирольская народная партия, а также Союз Южного Тироля, Свобода Южного Тироля, Демократическая партия Южного Тироля.

## Экономика
По уровню ВВП на душу населения Южный Тироль занимает первое место в Италии и одно из лидирующих в Евросоюзе. Хорошо развито машиностроение, причём некоторые из местных компаний (например, Leitner) поставляют свою продукцию по всему миру. Для сельского хозяйства исстари значимо виноделие, во многом основанное на переработке тирольского чёрного винограда (именуемого итальянцами Скьява) и белого муската.

## Достопримечательности
Туристов притягивают в провинцию своими живописными пейзажами Доломитовы Альпы. Помимо горного туризма (пешеходные и велосипедные тропы, горнолыжные трассы и т. д.), Южный Тироль предлагает возможности для экскурсионного туризма. Здесь расположены такие живописные исторические города, как Больцано, Мерано и Брессаноне, а также многочисленные средневековые замки, включая Тироль (давший название всей области), Хохеппан, Рункельштайн, Катценштайн, Тростбург, Энн, Райфенштайн и Тауферс. На территории провинции расположена часть национального парка Стельвио.

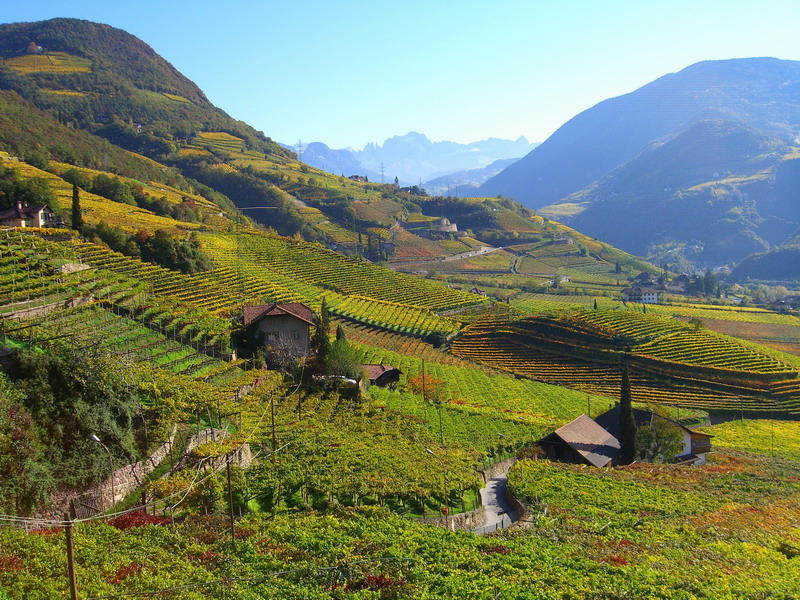
Типичный для Южного Тироля винодельческий пейзаж
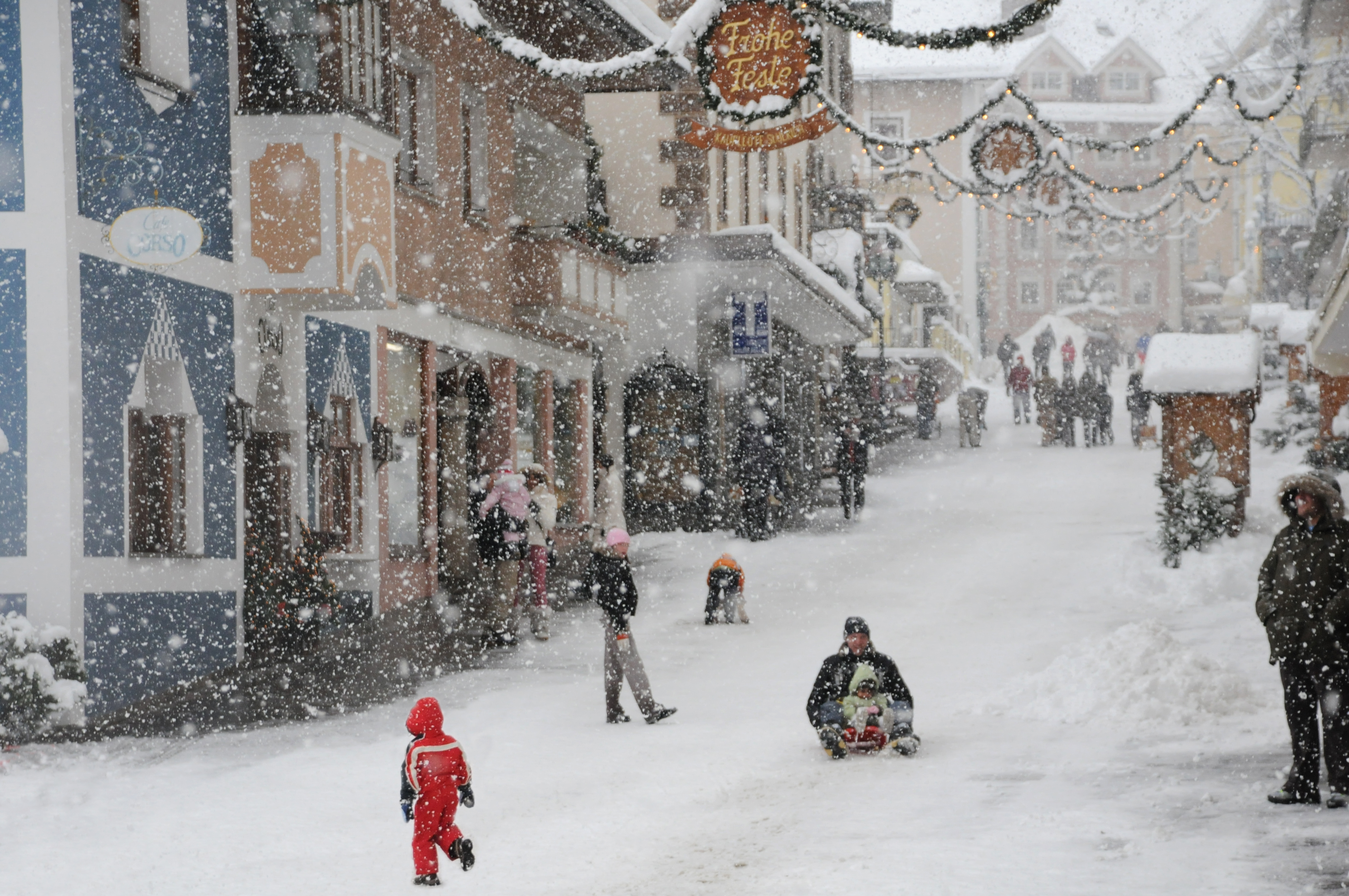
Горнолыжный курорт Ортизеи в разгар сезона
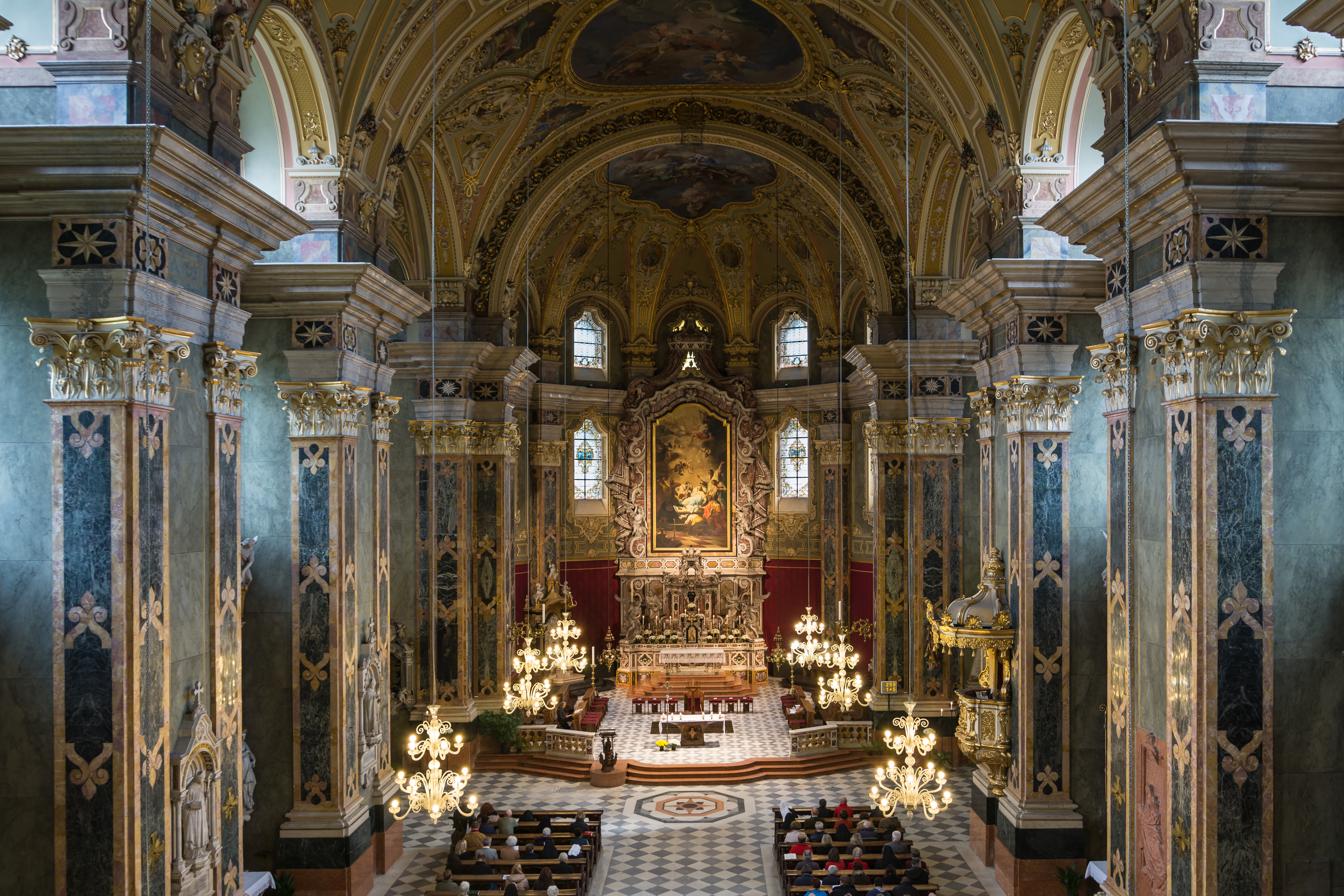
Интерьер Бриксенского собора — крупнейшего храма Южного Тироля
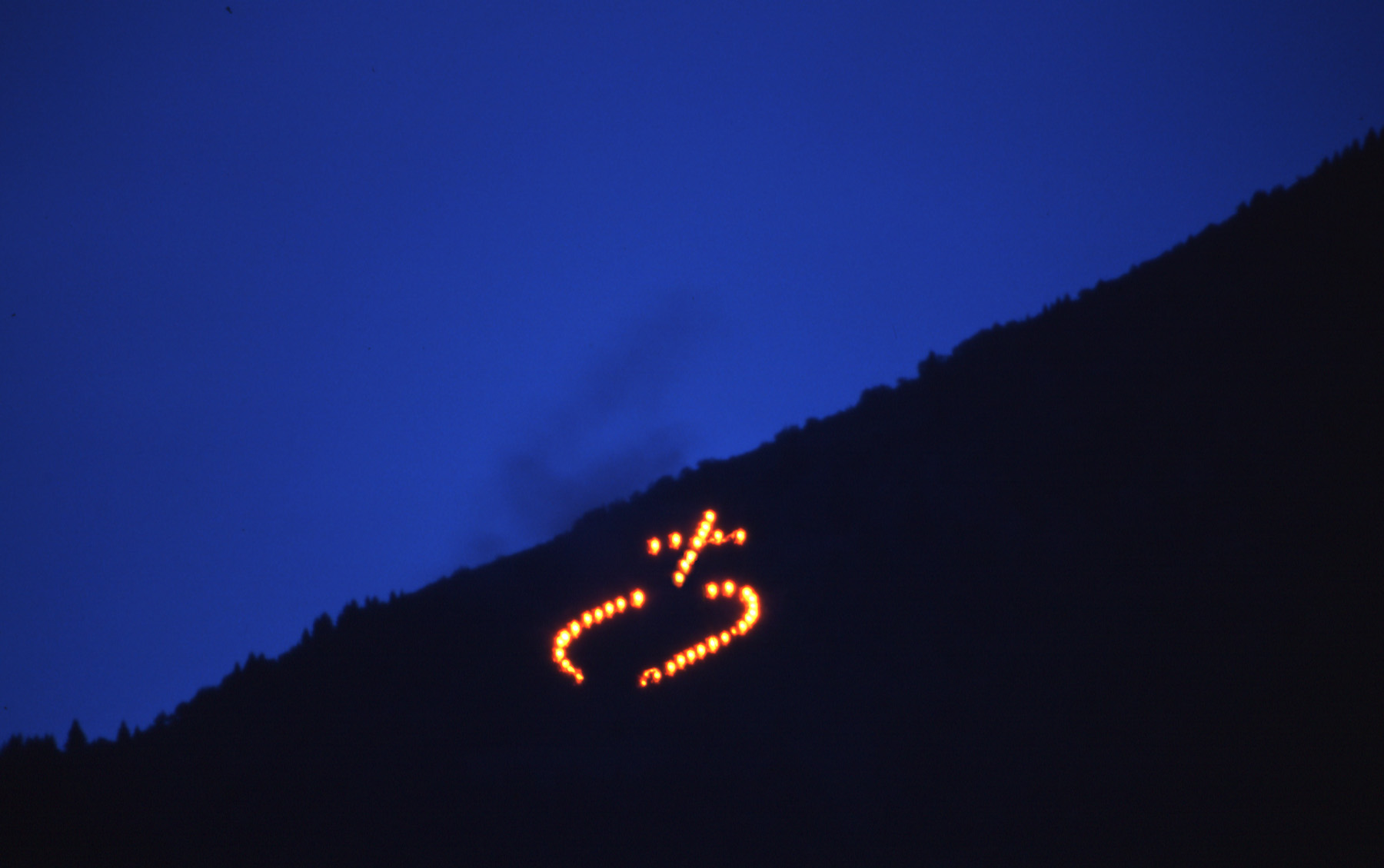
Костры сердца Иисуса на горе Ифингер[нем.]